# Bis(trimethylsilyl)amin
Bis(trimethylsilyl)amin (jinak nazývaný hexamethyldisilazan nebo HMDS) je organokřemičitá sloučenina se vzorcem [(CH3)3Si]2NH. Jedná se o derivát amoniaku, u kterého jsou dva vodíkové atomy nahrazeny trimethylsilylovými skupinami. Délka vazby křemík-dusík (173,5 pm) a úhel vazby Si-N-Si (125,5°) jsou podobné jako u disilazanu (u kterého jsou místo methylových skupin atomy vodíku), což naznačuje jen nepatrný vliv sterických faktorů.
Používá se jako reaktant a jako prekurzor zásad nacházejících využití v organické syntéze a organokovové chemii. HMDS má také využití jako molekulární prekurzor při chemické depozici z plynné fáze sloužící k tvorbě tenkých vrstev karbonitridů křemíku.

## Příprava a deriváty
Bis(trimethylsilyl)amin se připravuje reakcí trimethylsilylchloridu s amoniakem:
2 (CH3)3SiCl + 3 NH3 → [(CH3)3Si]2NH + 2 NH4Cl
Lze také použít dusičnan amonný s triethylaminem. Tímto způsobem se dá také získat HMDS obohacený o 15N.
Deprotonaci bis(trimethylsilyl)aminu se připravují bis(trimethylsilyl)amidy alkalických kovů, například bis(trimethylsilyl)amid lithný (LiHMDS) se připravuje pomocí n-butyllithia:
[(CH3)3Si]2NH + BuLi → [(CH3)3Si]2NLi + BuH
LiHMDS a jeho deriváty bis(trimethylsilyl)amid draselný (KHMDS) a bis(trimethylsilyl)amid sodný (NaHMDS) se používají v organické chemii jako jako nenukleofilní zásady.

## Použití

### Jako reaktant
Hexamethyldisilazan se zapojuje do řady organických reakcí:
1) HMDS je reaktantem při kondenzačních reakcích heterocyklických sloučenin, například při mikrovlnné syntéze derivátu xanthinu:
2) Trimethylsilylace alkoholů, thiolů, aminů a aminokyselin za účelem zavedení chránicích skupin nebo přípravy meziproduktů syntézy organokřemičitých sloučenin je účinným postupem, který nahradil používání trimethylsilylchloridu.
Silylací kyseliny glutamové za přítomnosti nadbytku hexamethyldisilazanu a katalytického množství trimethylsilylchloridu v xylenu nebo acetonitrilu a následným zředěním methanolem nebo ethanolem vzniká kyselina pyroglutamová.
HMDS za přítomnosti jodu silyluje alkoholy.
3) HMDS lze použít na silylaci laboratorního skla, které se tak stane hydrofobním.
4) V plynové chromatografii lze HMDS použít k silylaci hydroxylových skupin organických sloučenin k zajištění vyšší těkavosti, což umožní touto metodou analyzovat sloučeniny, které jinak těkavé nejsou.

### Ostatní použití
Ve fotolitografii se HMDS často používá ke zvyšování přilnavosti fotorezistů. Nejlepších výsledků se dosáhne depozicí HMDS z plynné fáze na zahřívané substráty.
V elektronové mikroskopii může být HMDS použit jako náhrada vysoušení při kritickém bodu během přípravy vzorku.
Při pyrolýze s plynovou chromatografií a hmotnostní spektrometrií se HMDS přidává k analytu, kde vytváří při pyrolýze silylované produkty, čímž se usnadňuje detekce sloučenin s polárními funkčními skupinami.
Při plazmou obohacené chemické depozici z plynné fáze slouží jako molekulový prekurzor, přičemž nahrazuje vysoce hořlavé a žíravé plyny, jako SiH4, CH4 a NH3, protože jej lze snadno skladovat. HMDS se používá ve spojení s plazmou různých plynů, například argonu, helia a dusíku, k tvoření tenkých vrstev SiCN, které mají velmi dobré mechanické, optické a elektronické vlastnosti.